# هيلتون جاردن إن
هيلتون جاردن إن  (بالإنجليزية: Hilton Garden Inn)‏، هي علامة تجارية لسلسلة من الفنادق التي تدار من قبل هيلتون العالمية. تعتبر هيلتون جاردن فنادق صغيرة وبأسعار متوسطة، تم تصميمها للمسافرين بغرض العمل والترفيه. العلامة التجارية الفندقية مماثلة للعلامة التجارية كورتيارد من ماريوت، ومنافسا رئيسيا لها.

## معرض صور

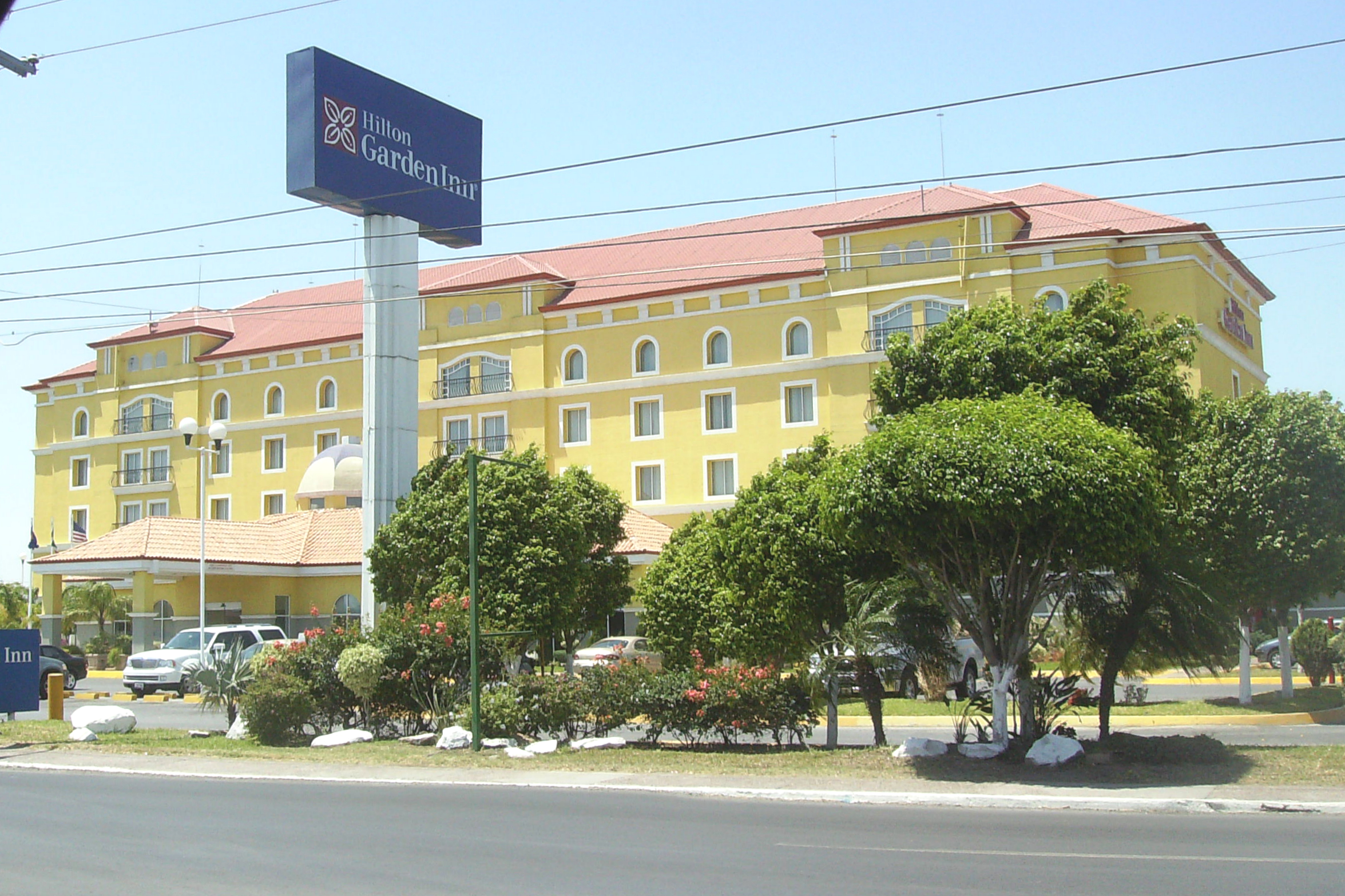
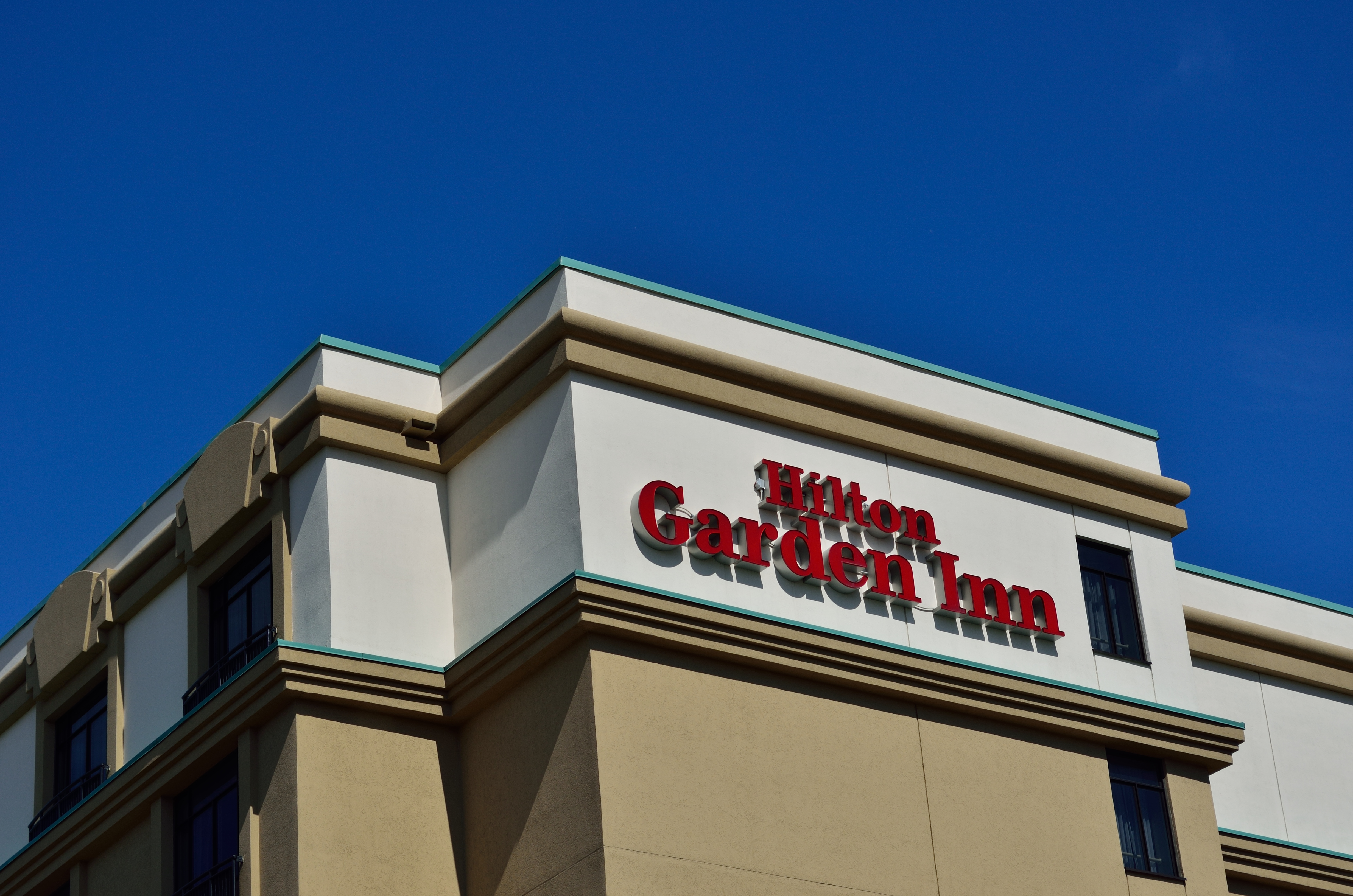
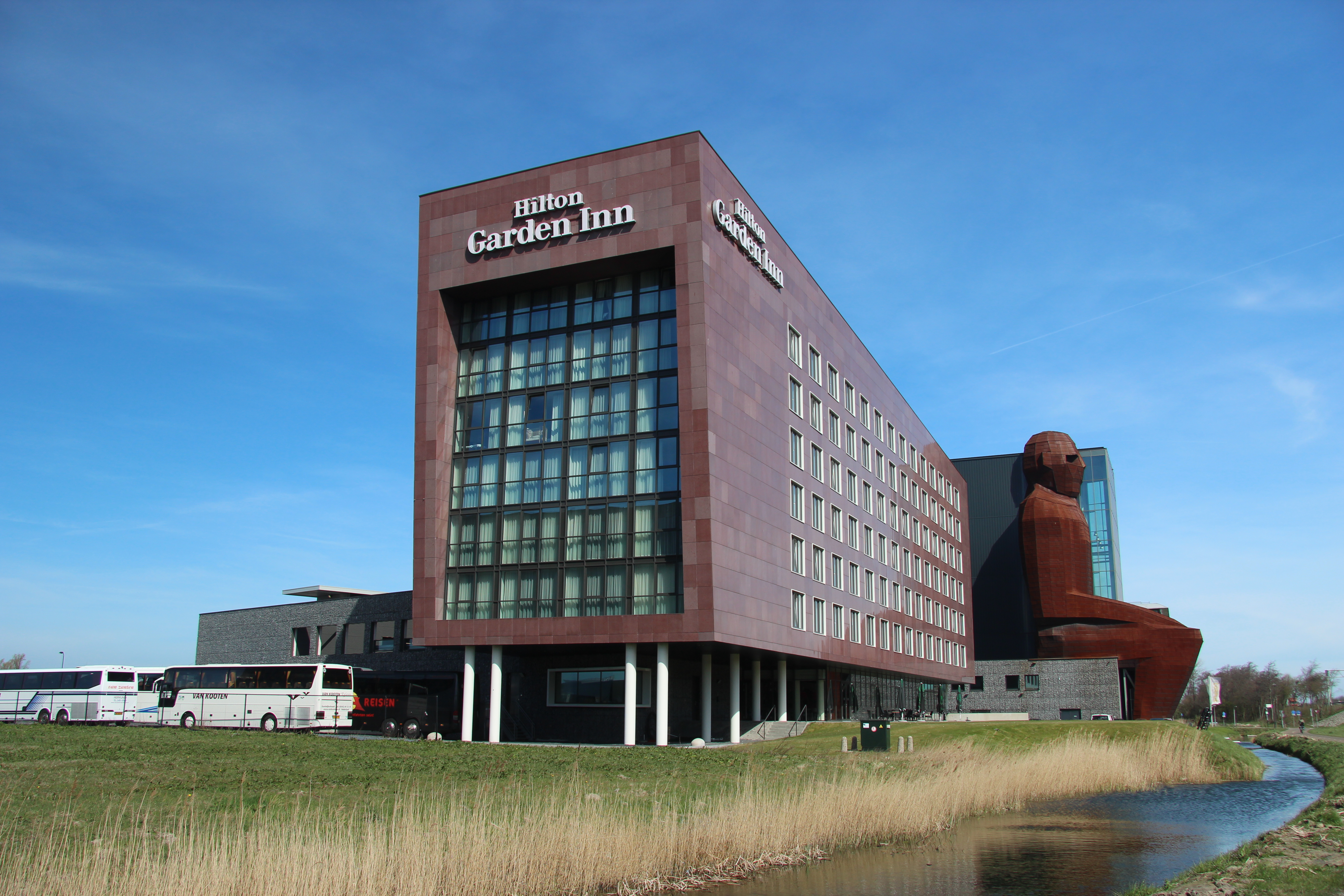